# Alan Rusbridger

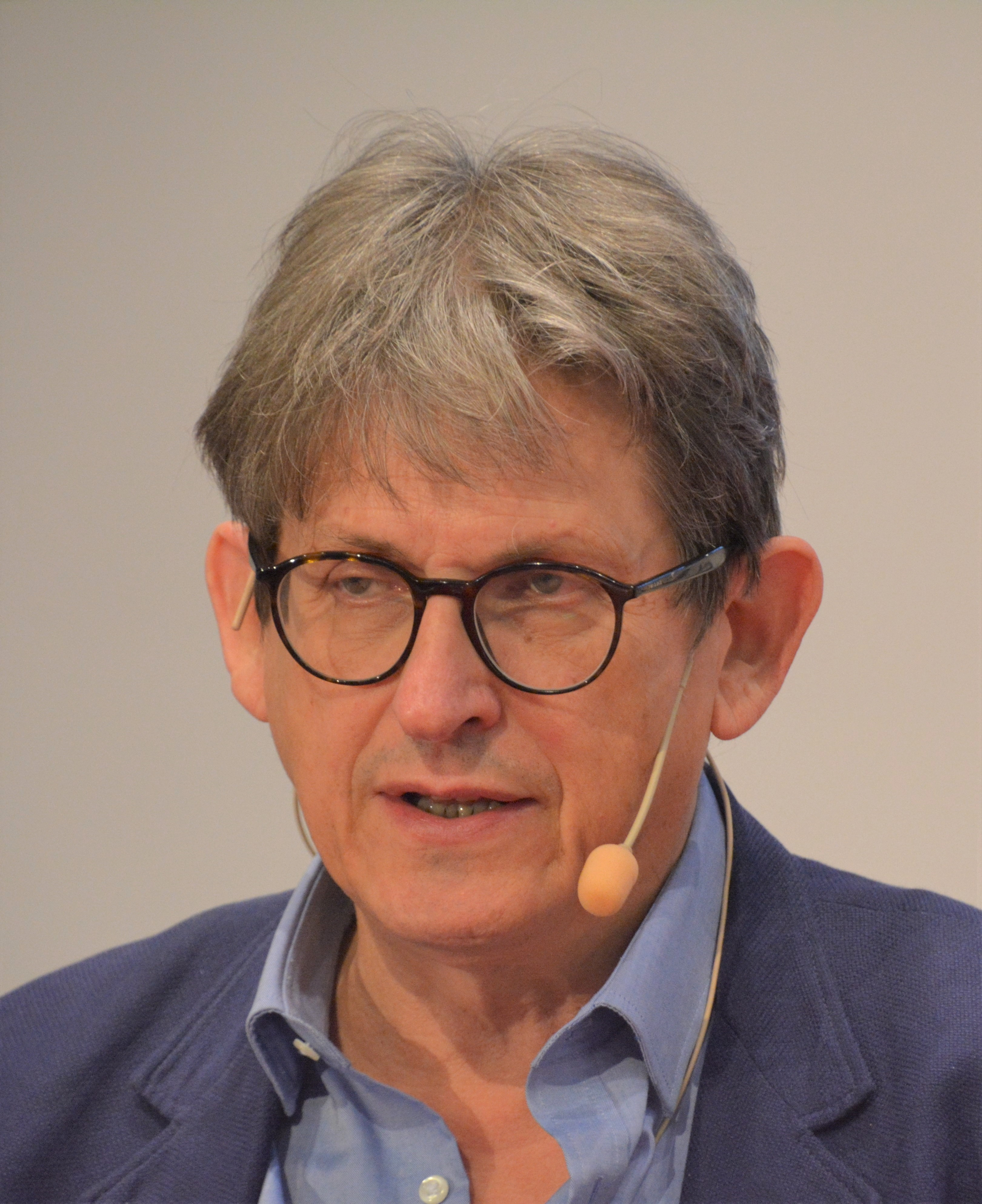
Rusbridger in 2018

Alan Rusbridger (Noord-Rhodesië, 29 december 1953) was hoofdredacteur van The Guardian van 1995 tot mei 2015. Daarvoor was hij verslaggever, columnist, themaredacteur en adjunct-hoofdredacteur van datzelfde dagblad. Hij werkte eerder voor The Observer en als de verslaggever in Washington voor de London Daily News.  
Hij was tot mei 2016 commissaris van de Guardian Media Group en de Scott Trust, die eigenaar is van The Guardian, en is adjunct-hoofdredacteur van The Observer. 